# 8月7日
8月7日是阳历年的第219天（闰年是220天），离一年的结束还有146天。

## 大事记

### 18世紀以前
- 前322年：拉米亞戰爭：雅典和馬其頓之間爆發克蘭農戰役，馬其頓大獲全勝。
- 1461年：害怕遭到明英宗惩治的明朝宦官曹吉祥决定起兵叛乱，但叛乱因被告发而失败。

### 18世紀
- 1743年：俄国和瑞典的代表在芬兰图尔库签订奥布和约。
- 1744年：普魯士代表查理七世宣布介入奧地利王位繼承戰爭，第二次西利西亞戰爭開始。
- 1782年：美国紫心勋章诞生。
- 1782年：以彼得大帝为参考而制作的彼得大帝青铜骑士像在俄罗斯圣彼得堡正式公开。

### 19世紀
- 1807年：罗伯特·富尔顿研制的蒸汽轮船“克莱蒙特号”在纽约哈得孙河试航。
- 1819年：西蒙·玻利瓦尔和桑坦德领导的起义军在波哥大附近波亚卡桥（英语：Puente de Boyacá）边击溃西班牙殖民军主力。史称“波亚卡战役（英语：Battle of Boyacá）”。
- 1888年：开膛手杰克在伦敦东区白教堂一带以残忍手法杀害中年妓女玛莎·塔布连。

### 20世紀
- 1919年：孙中山辞去政务总裁一职。
- 1927年：中国共产党在汉口召开八七会议，开始武装反抗国民党。
- 1933年：伊拉克政府屠杀3000名亚述人。
- 1933年：达豪集中营的囚犯开始被送往建设新的茅特豪森－古森集中营，之后该处成为纳粹德国占领欧洲期间最大的复合式劳改营。
- 1941年：第二次世界大战：苏联飞机首次轰炸柏林。[1]
- 1942年：第二次世界大战：美国海军陆战队派遣部队登陆瓜达康纳尔岛、图拉吉岛等岛屿，瓜达康纳尔岛战役爆发。
- 1944年：IBM向哈佛大學展示第一台程式控制計算機，之後被稱為哈佛一型。
- 1946年：蘇聯通知土耳其，土耳其處理黑海海峽的方式不再代表其黑海同胞的安全利益，土耳其海峽危機升級。
- 1947年：挪威人类学家索尔·海尔达率领的木筏探险队从秘鲁卡亚俄横跨太平洋抵达土亚莫土群岛。
- 1958年：毛泽东在视察冀鲁豫农村时说“还是办人民公社好”，不久，人民公社运动席卷中国农村，四处响起“人民公社好！”“人民公社万岁！”等口号。
- 1959年：台灣中南部發生八七水災。
- 1960年：象牙海岸独立。
- 1965年：马来西亚首相东姑阿都拉曼要求新加坡退出马来西亚。
- 1978年：香港廉政公署人員揭發沙田「佈景別墅」案。
- 1979年：載有124名越南難民的貨輪「魯德賓克號」被拒入境香港，這艘船被迫停泊於蒲台島以南公海。後來獲得港府供應糧水後，翌日駛往上海。
- 1998年：美國駐坦尚尼亞三蘭港和肯亞奈洛比的大使館同時遭遇汽車炸彈襲擊，造成225人死亡。

### 21世紀
- 2007年：美國職業棒球選手貝瑞·邦茲打出第756支全壘打，超越漢克·阿倫的生涯全壘打紀錄。
- 2008年：喬治亞部隊違反停火條件攻擊南奧塞提亞與阿布哈茲，其後因俄羅斯介入導致戰爭升級。
- 2009年：中度颱風莫拉克侵襲台灣，持續數日的破紀錄降雨引發大規模水患，造成681人死亡。
- 2010年：中國甘肅省舟曲县發生特大泥石流灾害。

## 出生
- 943年：和平者埃德加，英格蘭國王（975年逝世）
- 1751年：普鲁士的威廉明娜，普鲁士王國公主（1820年逝世）
- 1802年：杰迈因·亨利·盖斯，俄國化学家（1850年逝世）
- 1862年：維多利亞，瑞典王后（1930年逝世）
- 1867年：埃米尔·诺尔德，德國畫家（1956年逝世）
- 1893年：，美國女演員、劇作家、編劇（1980年逝世）
- 1903年：路易斯·利基，英國考古學家、人類學家（1972年逝世）
- 1906年：陳錦棠，香港粵劇名伶、電影演員（1981年逝世）
- 1925年：M·S·斯瓦米納坦，印度遺傳學家（2023年逝世）
- 1934年：林毓生，臺灣思想家（2022年逝世）
- 1934年：烈顯倫，香港法官
- 1936年：增岡弘，日本男性聲優、演員（2020年逝世）
- 1943年：阿蘭·科爾諾，法國電影導演、作家（2010年逝世）
- 1945年：約翰·馬瑟，美國天體物理學家、宇宙學家，2006年諾貝爾物理學獎得主
- 1946年：馮素波，香港女演員
- 1948年：詹姆斯·艾利森，美國免疫學家，2018年諾貝爾生理學或醫學獎得主
- 1957年：林建岳，香港企業家
- 1954年：維克多·梅德韋丘克，烏克蘭律師、寡頭、政治人物
- 1959年：賀謹，加拿大外交官、政治人物（2024年逝世）
- 1960年：大衛·杜考夫尼，美國演員、作家
- 1962年：阿蘭·羅貝爾，法國攀岩家、自由攀登家
- 1963年：平田廣明，日本男演員、聲優
- 1966年：吉米·威尔士，美國企業家，维基百科創始人之一
- 1969年：連凱，香港演員
- 1970年：丁柔安，台灣藝人
- 1971年：上田燿司，日本男性聲優
- 1971年：蕭美琴，臺灣政治人物，現任中華民國副總統
- 1972年：明田川仁，日本音響監督
- 1975年：莎莉·賽隆，南非-美國女演員、監製
- 1977年：杜俊瑋，台灣歌手
- 1977年：林若亞，台灣演員
- 1977年：迪雅·汗，挪威導演
- 1978年：楊思琦，香港演員
- 1978年：吳建豪，台灣男歌手、演員，男子組合F4成員
- 1980年：安德魯·莫加多，美國男性配音員、編劇、音效混音師、音效剪輯師
- 1982年：江常輝，台灣男演員
- 1984年：許瑋甯，台灣女演員、模特兒
- 1986年：梁頌恆，青年新政召集人、前香港立法會議員
- 1986年：五十嵐隼士，日本演員
- 1986年：富樫美鈴，日本女性配音員、舞台演員、歌手
- 1987年：悉尼·克羅斯比，加拿大職業冰球運動員
- 1988年：袁晓超，中國男子武術運動員
- 1991年：阿座上洋平，日本男性聲優
- 1991年：麥可·楚奧特，美國職業棒球運動員
- 1992年：張基龍，韓國男演員、模特兒
- 1992年：沃特·韋霍斯特，荷蘭職業足球運動員
- 1993年：望田緋鞠，日本女性聲優
- 1996年：阿隆·布彭扎，加彭職業足球運動員（2025年逝世）
- 1996年：路雲，韓國男子偶像團體SF9成員
- 1996年：丹尼爾·巴雷拉·德皮納，維德角男子拳擊運動員
- 1997年：谷筱霜，臺灣女子空手道運動員
- 1998年：杰倫·赫茨，美國職業美式足球運動員
- 1999年：悉妮·麦克劳克林，美國跨欄、短跑運動員
- 2001年：大西流星，日本男子偶像團體浪花男子成員
- 2001年：橋本大輝，日本男子競技體操運動員

## 逝世
- 461年：馬約里安，羅馬皇帝（生年不詳）
- 1106年：亨利四世，神聖羅馬皇帝（1050年出生）
- 1661年：金圣叹，清初小说戏剧评论家（1608年出生）
- 1821年：不伦瑞克-沃尔芬比特尔的卡罗琳，德國公主（1768年出生）
- 1834年：約瑟夫·瑪麗·雅卡爾，法國發明家（1752年出生）
- 1848年：永斯·贝采利乌斯，瑞典化學家，現代化學命名體系建立者（1779年出生）
- 1894年：所羅門·赫澤斯坦，俄羅斯動物學家（1854年出生）
- 1900年：威廉·李卜克内西，德国工人运动活动家，德國社會民主黨的创始人和领袖（1826年出生）
- 1916年：籾木卿太郎，日本醫師、政治人物（1867年出生）
- 1938年：康斯坦丁·斯坦尼斯拉夫斯基，苏联导演、戏剧理论家（1863年出生）
- 1941年：罗宾德拉纳特·泰戈尔，英屬印度詩人、哲學家、反現代民族主義者，1913年諾貝爾文學獎得主（1861年出生）
- 1987年：岸信介，日本政治人物，第56、57任日本內閣總理大臣（1896年出生）
- 1994年：刘海粟，国画艺术大师（1896年出生）
- 2011年：南希·韋克，英國間諜（1912年出生）
- 2012年：施偉賢，香港法律界人士、政治人物（1932年出生）
- 2013年：粘錫麟，臺灣著名環保社運人士（1939年出生）
- 2015年：弗朗西斯·奥尔德姆·凯尔西，加拿大裔美國药理学家（1914年出生）
- 2017年：唐·貝勒，美國職業棒球運動員（1949年出生）
- 2023年：威廉·弗莱德金，美國電影導演、製片人、劇作家（1935年出生）
- 2024年：喬恩·麥克布萊德，美國太空人（1943年出生）
- 2025年：吉姆·洛威尔，美国宇航员（1928年出生）
- 2025年：敏瑞，緬甸將軍，曾任代理緬甸總統（1951年出生）

## 节假日和习俗
- 哥伦比亚：波亞卡戰役（英语：Battle of Boyacá）日
- ：独立日
- 基里巴斯：青年节
- 萨摩亚：劳工节